# Фердинанд Чудовий
«Фердинанд Чудовий» («Фердинанд Великолепный») — радянський телефільм 1976 року, знятий режисером Юрієм Дубравіним на студії «Лентелефільм».

## Сюжет
Молода людина йде на побачення, залишаючи вдома «за господаря» свого пса Фердинанда. Пес йде до спальні і сідає читати газету, радіючи, що він, нарешті, сам собі пан. У цей момент у вікні їдальні з'являються двоє грабіжників. Вони збирають речі у валізу. Почувши шум, на порозі з'являється Фердинанд. Він здивований, що до будинку без господаря прийшли гості, і пропонує їм залишитися зачекати на нього. Він щиро засмучений, дізнавшись, що гості поспішають. Побачивши, що вони спішно стрибають у вікно, він кидає їм навздогін, як йому здається, забуту ними валізу. Коли повертається господар, то тут і з'ясовується, що це були грабіжники. Пес у жаху — він зганьблений. Він вирішує, що сам займеться розслідуванням та знайде злодіїв. Багато разів вони йдуть у нього прямо з-під носа. Спочатку — з міської площі, потім — з ресторану, і навіть із виставки собак. У ресторані Фердинанд познайомився з господарем готелю, і той запросив Фердинанда відпочити в нього. З'являються злодії. Фердинанд впізнає їх і починається гонитва. Злодії біжать на верхній поверх. Фердинанд рушив за ними на ліфті. Злодії замикають його в кабіні ліфта. На даху готелю вони починають ділити здобич та сваряться через награбоване. Між ними починається бійка, у цей момент їх ловлять постояльці. Пса визволяють із ліфта. Тут його радісно зустрічає господар. Поки пес шукав злодіїв, господар бігав містом і шукав свого Фердинанда. Хазяїн каже, що собак треба любити й не можна ображати, що колись обов'язково збудують пам'ятник — пудель, а поруч з ним його господар, людина.

## У ролях
- Володимир Мартьянов — Фердинанд (співав: О. Морозов)
- Володимир Корзаков — Фердинанд (співав: О.Морозов)
- В'ячеслав Варкін — Господар Фердинанда (співав: В. Смирнов)
- В'ячеслав Богачов — Августин, господар готелю (співав: В. Панкратов)
- Володимир Воробйов — Злодій (співав: М. Калиновський)
- Сергій Мигицко — Злодій (співав: В. Лук'янов)

## Знімальна група
- Режисер — Юрій Дубравін
- Сценаристи — С.Тиха, В'ячеслав Вербін
- Оператор — Віталій Ананьєв
- Композитор — Сергій Баневич
- Художник — Костянтин Дмитраков